# Guy Hamilton
Guy Hamilton (* 16. September 1922 in Paris, Frankreich; † 20. April 2016 in Palma, Spanien) war ein britischer Regisseur, der vor allem durch seine Bond-Filme Goldfinger, Diamantenfieber, Leben und sterben lassen und Der Mann mit dem goldenen Colt bekannt wurde. Er drehte außerdem den Agentenfilm Finale in Berlin (1966) und drei Jahre später Luftschlacht um England für den Bond-Koproduzenten Harry Saltzman. Guy Hamilton zeichnete von 1952 bis 1989 für insgesamt 22 Filme verantwortlich.

## Leben
Guy Hamilton wurde 1922 als Sohn englischer Eltern in Paris geboren und ging zunächst auf das Haileybury College in Hertfordshire, das er erfolgreich abschloss. Mit 16 Jahren begann er eine Lehre bei den „La Victorine“-Filmstudios in Nizza bis zu seiner Einberufung durch die britische Marine im Zweiten Weltkrieg.
Nach seiner Zeit beim Militär wurde Hamilton Regieassistent bei einer Reihe von namhaften Regisseuren, darunter Julien Duvivier mit Anna Karenina (1948), Carol Reed mit Kleines Herz in Not (1948), Der Dritte Mann (1949) und Der Verdammte der Inseln (1952) und John Huston mit African Queen (1951). Ein Jahr später stieg er selbst zum Regisseur auf und drehte seinen ersten Film Der Würger kommt um Mitternacht. Nach einem kurzen Intermezzo als Schauspieler in Jack Webbs Großrazzia (1954) zeigte er mit Manuela (1957) und Hochverrat mit Hindernissen (1961) kompetentes Filmhandwerk und versuchte sich währenddessen erneut als Ko-Drehbuchschreiber, nachdem er 1955 mit The Colditz Story erstmals Erfahrungen in diesem Metier gesammelt hatte. Für Manuela war Hamilton 1957 für den Goldenen Bären nominiert.
Hamilton bekam 1962 das Angebot, James Bond jagt Dr. No als Regisseur zu drehen, er lehnte ab. Ab Mitte der Sechziger führte Hamilton Regie bei mehreren Spionage-Filmen des Produzenten Harry Saltzman, neben Finale in Berlin (1966) waren dies vier James-Bond-Filme. Hamiltons Arbeit für die Serie begann mit dem äußerst erfolgreichen Bond-Klassiker James Bond 007 – Goldfinger (1964) und setzte sich mit Sean Connerys letztem (offiziellen) Auftritt als 007 in James Bond 007 – Diamantenfieber (1971) fort. 1973 und 1974 führte er dann den neuen Bond-Darsteller Moore in seine Rolle ein, der gerade seine ersten Gehversuche als Bond in James Bond 007 – Leben und sterben lassen und James Bond 007 – Der Mann mit dem goldenen Colt machte.
1975 wurde er mit dem Evening Standard British Film Award für den James-Bond-Film Leben und sterben lassen ausgezeichnet.
Eigentlich sollte Hamilton nach seinem Engagement für Bond die Regie bei Superman (1978) übernehmen, aber aus steuerrechtlichen Gründen durfte er sich nur für 30 Tage in England aufhalten, wohin die Produktion im letzten Augenblick verlegt wurde. Daraufhin wurde die Regie von Richard Donner übernommen.
So ging Hamilton zwei Agatha-Christie-Adaptionen an, zum einen Mord im Spiegel (1980) mit Angela Lansbury in der Rolle der Miss Marple, und zum anderen den Hercule-Poirot-Krimi Das Böse unter der Sonne (1982).
Hamilton kehrte 1985 mit der auf der Romanserie The Destroyer basierenden Verfilmung Remo – unbewaffnet und gefährlich zum Action-Genre zurück, in dem Fred Ward die Hauptrolle spielt. Zum ersten Mal in fast drei Jahrzehnten schrieb er dann wieder an einem Drehbuch mit, er arbeitete damals an seiner Komödie Trau keinem Schurken (1989). Ende der 80er Jahre war er für den ersten Batman-Film als Regisseur eingeplant, dies scheiterte kurzfristig.
Hamilton war zwei Mal verheiratet, zunächst mit der Schauspielerin Naomi Chance, dann mit der ebenfalls schauspielernden Kerima.

## Filmografie

### Regisseur
- 1952: Der Würger kommt um Mitternacht (The Ringer)
- 1954: The Intruder
- 1954: Ein Inspektor kommt (An Inspector Calls)
- 1955: Im Schatten der Zitadelle (The Colditz Story)
- 1956: Charley Moon
- 1957: Manuela
- 1959: Hochverrat mit Hindernissen (A Touch of Larceny)
- 1959: Der Teufelsschüler (The Devil’s Disciple)
- 1962: Liebenswerte Gegner (The Best of Enemies)
- 1964: Plädoyer für einen Mörder (Man in the Middle)
- 1964: James Bond 007 – Goldfinger (Goldfinger)
- 1965: The Party’s Over
- 1966: Finale in Berlin (Funeral in Berlin)
- 1969: Luftschlacht um England (Battle of Britain)
- 1971: James Bond 007 – Diamantenfieber (Diamonds Are Forever)
- 1973: James Bond 007 – Leben und sterben lassen (Live and Let Die)
- 1974: James Bond 007 – Der Mann mit dem goldenen Colt (The Man with the Golden Gun)
- 1978: Der wilde Haufen von Navarone (Force 10 from Navarone)
- 1980: Mord im Spiegel (The Mirror Crack’d)
- 1982: Das Böse unter der Sonne (Evil Under the Sun)
- 1985: Remo – unbewaffnet und gefährlich (Remo Williams: The Adventure Begins)
- 1989: Trau keinem Schurken (Try This One for Size)

### Regieassistent
- 1947: 3312 – Auf der Flucht (They Made Me a Fugitive)
- 1947: Tödliches Geheimnis (Mine Own Executioner)
- 1948: Anna Karenina
- 1948: Kleines Herz in Not (The Fallen Idol)
- 1949: Britannia Mews
- 1949: Der dritte Mann (The Third Man)
- 1950: Engel mit der Posaune (The Angel with the Trumpet)
- 1950: Staatsgeheimnis (State Secret)
- 1951: African Queen
- 1951: Der Verdammte der Inseln (Outcast of the Islands)
- 1952: An einem Montag wie jeder andere (Home at Seven)

### Drehbuchautor
- 1955: The Colditz Story
- 1957: Manuela
- 1959: Hochverrat mit Hindernissen (A Touch of Larceny)

### Schauspieler
- 1954: Großrazzia (Dragnet)